# Hyundai i40
El Hyundai i40 es un automóvil de turismo del segmento D diseñado para el mercado europeo por el fabricante coreano Hyundai. Es un cinco plazas con motor delantero transversal y tracción delantera, disponible con carrocerías sedán de cuatro puertas y familiar de cinco puertas. Tiene entre sus rivales a los Citroën C5, Ford Mondeo, Hyundai Sonata, Honda Accord, Kia Optima, Mazda 6, Peugeot 508, Renault Laguna, Renault Talisman, Škoda Superb, Subaru Legacy y Toyota Avensis
El i40 se presentó en el Salón del Automóvil de Ginebra de 2011 para sustituir el Hyundai Sonata en el mercado europeo. En otras regiones países ambos modelos se venden en paralelo, siendo el Sonata más grande y mejor equipado. El i40 se fabricaba en la planta de Ulsan en Corea del Sur. Su producción finalizó en 2019.
Los motores gasolina del i40 son un 1,6 litros de 135 CV y un 2,0 litros de 177 CV, mientras que el motor Diesel es un 1,7 litros disponible en variantes 115 y 137 CV. Se ofrecía con caja de cambios manual de seis marchas y automática de seis o siete marchas.